# Cmentarz choleryczny w Tuliłowie
Cmentarz choleryczny w Tuliłowie – cmentarz we wsi Tuliłów w gminie Międzyrzec Podlaski w powiecie bialskim utworzony w II połowie XIX wieku. Grzebano na nim osoby zmarłe na cholerę.